# Лаздинайское староство
Лаздинайское староство (лит. Lazdynų seniūnija) — староство Вильнюса. Находится на западе города, на правом берегу реки Вилия. Граничит с Каролинишкским, Вилкпедским и Паняряйским староствами. Территория староства - 10,3 км². Население по данным на 2011 год 31 097 человек. Плотность населения - 3 019 чел./км².
В староство входят три района: Лаздинай, Лаздинеляй и Букчай.

## История
Лаздинайское староство было создано в 1990-х годах из районов Лаздинай, Букчай и Лаздинеляй.